# Wayne Rooney
Wayne Mark Rooney, född 24 oktober 1985 i Liverpool, är en engelsk före detta fotbollsspelare och senare tränare. Han spelade för Englands landslag från 2003 till 2018. Rooney gjorde sitt första Premier League-mål som 16-åring för Everton i en match mot Arsenal 2002. Under EM 2004 i Portugal gjorde han fyra mål på fyra matcher för England. Han är den spelare som gjort flest mål för Manchester United genom tiderna.

## Uppväxt
Wayne Rooney växte upp i Croxteth, en socialt utsatt och mindre bemedlad förort till Liverpool. Han är äldst av tre bröder, och hans föräldrar var båda tonåringar när Wayne föddes. Han har irländskt påbrå. Fadern Wayne sr, som är en f.d. boxare, var periodvis arbetslös och familjen försörjdes av modern Jeanette som var skolmåltidsbiträde och städerska. Han växte upp som supporter till Everton.

## Klubblagskarriär

### Everton
Rooney kom till Everton vid tio års ålder. Han spelade i ungdomslaget och efter att ha gjort mål i en FA-cupmatch för ungdomar visade han en t-shirt under sin tröja med texten "Once a Blue, always a Blue" (svenska: "en gång blå, alltid blå", syftande på färgen på Evertons matchställ). Eftersom han vid denna tidpunkt var minderårig och inte kunde erbjudas ett professionellt kontrakt spelade han för 80 pund i veckan och levde enkelt tillsammans med sin familj, och cyklade till och från träningarna.
Den 19 oktober 2002, fem dagar innan sin sjuttonde födelsedag, gjorde Rooney det matchvinnande målet mot de regerande ligamästarna Arsenal FC. Förutom att han satte stopp för Arsenals svit som obesegrade blev han den yngste målgöraren i Premier Leagues historia, ett rekord som sedan dess har överträffats av James Milner och som för närvarande innehas av James Vaughan. Rooney blev även utnämnd till "årets unga personlighet" av BBC Sports.

### Manchester United
Den 31 augusti 2004 skrev Rooney på för Manchester United. Övergångssumman uppgick till 27 miljoner pund. Han lämnade då Everton, klubben som han spelat i sedan barnsben. Anledningen var att han ansåg att han behövde spela i de europeiska cuperna för att kunna bli ordinarie i landslaget. Han debuterade för United den 28 september 2004 i en 6–2-vinst mot Fenerbahçe SK i Champions League-gruppspelet, där han gjorde ett hat trick och en assist.
Under första halvan av säsongen 2006/2007 avslutade Rooney en tio matcher lång måltorka med ett hattrick mot Bolton Wanderers och han förlängde sitt kontrakt med United till år 2012. Hans två mål i kvartsfinalvinsten mot Roma och de ytterligare två i semifinalen mot AC Milan gjorde att han slutade säsongen med totalt 23 gjorda mål, lika många som Cristiano Ronaldo. När säsongen 2007/08 sparkades igång bytte Rooney tröjnummer från nummer 8 till nummer 10. Just det tröjnumret är känt för att stora namn som Denis Law och Ruud van Nistelrooy har burit det.
Den 12 augusti 2007 skadade Rooney sin vänstra mellanfot i en oavgjord match för United mot Reading FC. Han hade dragit på sig samma skada på sin högra fot år 2004. Efter att ha varit borta i sex veckor återvände han inför Uniteds 1–0-vinst mot Roma i Champions League-gruppspelet den 2 oktober. Det var Rooney som gjorde matchens enda mål. Knappt en månad efter sin återkomst skadade han olyckligt sin vrist under en träning den 9 november och kom då att missa ytterligare två veckor. Hans första match då han kom tillbaka var mot Fulham FC den 3 december. Rooney missade totalt tio matcher och slutade säsongen 2007/2008 med 18 mål då United vann både ligan och Champions League, där de besegrade rivalerna Chelsea i turneringens första hel-engelska final.
I mars 2009 skapade Rooney rubriker då han gick ut offentligt och uttryckte sitt hat mot Liverpool FC:
| ” | Jag växte upp som ett Everton-fan, hela min familj är Everton-fans och jag växte upp med att hata Liverpool – och det har inte förändrats. | „ |

Den 23 januari 2010 gjorde Rooney samtliga fyra mål då Manchester United besegrade Hull med 4–0 i Premier League, de tre sista målen gjordes inom 11 minuter.
Den 19 oktober 2010 meddelade Manchester Uniteds manager Alex Ferguson att Rooney inte ville skriva på ett nytt kontrakt och att han ville lämna klubben. Några dagar senare, den 22 oktober, skrev Rooney dock på ett nytt femårskontrakt med klubben som sträckte sig fram till 2015.
Rooney gjorde Manchester Uniteds enda mål i finalen av UEFA Champions League 2010/2011 som man förlorade med 3–1 mot FC Barcelona på Wembley Stadium.

### Återkomst till Everton
Efter mycket spekulation bekräftades det den 9 juli 2017 att Rooney återvände till sin barndomsklubb Everton genom ett tvåårigt kontrakt efter att Manchester United hade tillåtit honom att lämna som free agent. Den 10 maj 2018 blev det klart att Wayne Rooney skrivit på för MLS-klubben DC United

### DC United
Den 28 juni 2018 värvades Rooney av DC United, där han skrev på ett 3,5-årskontrakt.

### Derby County
Från januari 2020 spelade Rooney för Derby County men ingick också i klubbens ledarstab. Den 15 januari 2021 meddelade Rooney att han avslutar karriären som spelare.

## Landslagskarriär

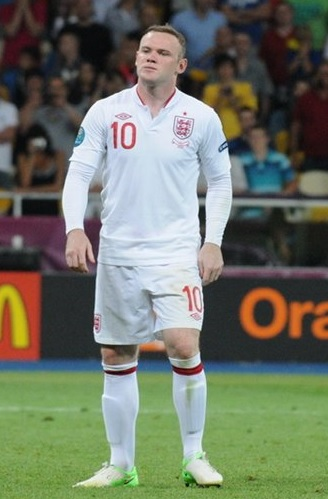
Rooney spelande för England i EM 2012.

Rooney blev den yngste spelaren någonsin att spela för Englands landslag när han gjorde sin första landskamp mot Australien den 12 februari 2003, vid sjutton års ålder. Vid samma ålder blev han också Englands yngste målskytt någonsin. Arsenals anfallare Theo Walcott bröt Rooneys rekord som yngste spelare med 36 dagar i juni 2006.
Hans första turnering var EM 2004, i vilken han den 17 juni 2004 blev den yngste målgöraren i turneringens historia när han gjorde två mål mot Schweiz. Detta rekord bröts dock av den schweiziske mittfältaren Johan Vonlanthen fyra dagar senare. Rooney drog på sig en skada i kvartsfinalen mot hemmalaget Portugal när England slogs ut på straffar.
I början av VM 2006 var Rooney skadad, han gjorde dock debut mot Sverige i gruppspelet.
I kvartsfinalen mot Portugal blev Rooney utvisad efter att ha stampat den portugisiska backen Ricardo Carvalho mellan benen, England åkte sedan ut på straffar. Rooney deltog även i VM i Sydafrika 2010.
Den 12 maj 2014 blev Rooney uttagen i Englands trupp till fotbolls-VM 2014 av förbundskaptenen Roy Hodgson.

## Privatliv
Rooney är sedan 12 juni 2008 gift med Coleen, född McLoughlin. Tillsammans har de fyra söner.
Utöver Everton, är Rooney Celtic-supporter. Han är också supporter till rugby league-klubben Leeds Rhinos.

## Meriter
- Yngste målskytten i Englands fotbollslandslag någonsin.[25]
- Vinnare av Engelska Ligacupen 2005/2006, 2009/2010, 2016/2017
- Vinnare av Community Shield 2007, 2008, 2010, 2011, 2016.
- Vinnare av Premier League 2006/2007, 2007/2008, 2008/2009, 2010/2011 samt 2012/2013 med Manchester United.
- Vinnare av Uefa Champions League 2008 med Manchester United.
- PFA Player of the Year 2010[26]
- Vinnare av FA Cupen 2016.
- Vinnare av UEFA Europa League 2017 med Manchester United FC.

England
- EM i fotboll: 2004 (Kvartsfinal)
- VM i fotboll: 2006 (Kvartsfinal)
- VM i fotboll: 2010 (Åttondelsfinal)
- EM i fotboll: 2012 (Kvartsfinal)
- VM i fotboll: 2014 (Gruppspel)
- EM i fotboll: 2016 (Åttondelsfinal)